# Garden City (Kansas)
Garden City és una població dels Estats Units a l'estat de Kansas. Segons el cens del 2000 tenia 28.451 habitants.

## Demografia
Segons el cens del 2000, Garden City tenia 28.451 habitants, 9.338 habitatges, i 6.760 famílies. La densitat de població era de 1.287,8 habitants/km².
Dels 9.338 habitatges en un 43,1% hi vivien nens de menys de 18 anys, en un 56,4% hi vivien parelles casades, en un 10,8% dones solteres, i en un 27,6% no eren unitats familiars. En el 22,1% dels habitatges hi vivien persones soles el 7,7% de les quals corresponia a persones de 65 anys o més que vivien soles. El nombre mitjà de persones vivint en cada habitatge era de 2,99 i el nombre mitjà de persones que vivien en cada família era de 3,51.
Per edats la població es repartia de la següent manera: un 32,6% tenia menys de 18 anys, un 11,6% entre 18 i 24, un 31% entre 25 i 44, un 16,6% de 45 a 60 i un 8,1% 65 anys o més.
L'edat mediana era de 29 anys. Per cada 100 dones de 18 o més anys hi havia 101,6 homes.
La renda mediana per habitatge era de 37.752 $ i la renda mediana per família de 43.471 $. Els homes tenien una renda mediana de 29.343 $ mentre que les dones 21.247 $. La renda per capita de la població era de 15.200 $. Entorn del 9,9% de les famílies i el 14,3% de la població estaven per davall del llindar de pobresa.

## Poblacions més properes
El següent diagrama mostra les poblacions més properes.